# La Fenosa
La Fenosa es una entidad de población española de la parroquia de Faedo, perteneciente al municipio de Cudillero, en la comunidad autónoma de Asturias.

## Historia
Hacia mediados del siglo XIX, el lugar, ya por entonces perteneciente a la parroquia de Faedo del municipio de Cudillero, tenía contabilizada una población de 60 habitantes. Aparece descrito en el octavo volumen del Diccionario geográfico-estadístico-histórico de España y sus posesiones de Ultramar de Pascual Madoz con las siguientes palabras:

FENOSA (la): l. en la prov. de Oviedo, part. jud. de Pravia, ayunt. de Cudillero y felig. de San Andres de Faedo. sit. sobre una loma en la ladera oriental del monte Pascual. El clima es bastante templado y sano: el terreno fértil y de buena calidad. prod.: escanda, maiz, habas, patatas y otros frutos. pobl.: 14 vec., 60 alm.
(Madoz, 1847, p. 33)

En 2023, la entidad singular de población tenía empadronados 14 habitantes, todos ellos en el núcleo de población de ese nombre.